# Fédération mondiale des associations pour les Nations unies
Vous pouvez aider à l'améliorer ou bien discuter des problèmes sur sa page de discussion.
- Il ne cite pas suffisamment ses sources. Vous pouvez indiquer les passages à sourcer avec {{référence nécessaire}} ou {{Référence souhaitée}}, et inclure les références utiles en les liant aux notes de bas de page. (Marqué depuis février 2021)
- La traduction est incomplète. (Marqué depuis mai 2022)
- Sa rédaction n'est pas équilibrée, et donne à certains aspects ou points de vue une importance disproportionnée. Considérez son contenu avec précaution. Pour lancer la procédure de résolution du problème, utilisez le paramètre neutralité. (Marqué depuis mai 2022)

- Archive Wikiwix
- Bing
- Cairn
- DuckDuckGo
- E. Universalis
- Gallica
- Google
- G. Books
- G. News
- G. Scholar
- Persée
- Qwant
- (zh) Baidu
- (ru) Yandex
- (wd) trouver des œuvres sur Wikidata

La Fédération mondiale des associations pour les Nations unies (FMANU) (en anglais : World Federation of United Nations Associations, WFUNA) est une organisation internationale non-gouvernementale à but non-lucratif fondée en 1946. Ses objectifs sont la promotion des valeurs de la Charte des Nations unies et la défense du multilatéralisme. Elle œuvre pour une amélioration du fonctionnement de l'Organisation des Nations unies (ONU). Son champ d'action s'articule autour des piliers de travail des Nations unies qui sont : paix et sécurité, développement durable et droits de l'homme. La FMANU a un statut consultatif auprès du Conseil économique et social des Nations unies (ECOSOC). En tant que fédération, elle est actuellement composée de 95 Associations pour les Nations unies (ANU). La FMANU est la plus grande organisation à but non lucratif dont la mission est de soutenir les principes et les valeurs de l'ONU.

## Liste partielle des dirigeants
| Identité                | Période   | Période | Durée |
| Identité                | Début     | Fin     | Durée |
| ----------------------- | --------- | ------- | ----- |
| Bonian Golmohammadi (d) | août 2009 |         |       |

| Identité                       | Période         | Période          | Durée                    |
| Identité                       | Début           | Fin              | Durée                    |
| ------------------------------ | --------------- | ---------------- | ------------------------ |
| Hans Blix (né en 1928)         | 2006            | 11 août 2009     | 3 ans                    |
| Park Soo-gil (en) (né en 1933) | 11 août 2009    | 20 novembre 2018 | 9 ans, 3 mois et 9 jours |
| Leonel Fernández (né en 1953)  | 20 octobre 2018 |                  |                          |